# Manchester City Football Club
O Manchester City Football Club, mais conhecido como Manchester City, Man City ou simplesmente City, é um clube de futebol profissional inglês sediado em Manchester que compete na Premier League, a liga de maior nível da Inglaterra. Fundado em 1880 sob o nome de FC St. Mark's (West Gorton), tornando-se posteriormente Ardwick Association Football Club, e finalmente, no dia 16 de abril de 1894, no seu nome atual. A casa do clube é o Etihad Stadium, no leste de Manchester, para onde se mudou em 2003, tendo jogado no Maine Road desde 1923. O Manchester City adotou a camisa azul celeste em 1894, na primeira temporada com o nome atual.
O clube ingressou na Football League em 1892 e conquistou seu primeiro grande prêmio, a Copa da Inglaterra, em 1904. O Manchester City teve seu primeiro grande período de sucesso no final dos anos 1960 e início dos anos 1970, conquistando o título da liga, a Copa da Inglaterra, a Copa da Liga Inglesa e a Taça dos Vencedores de Taças da UEFA sob a gestão de Joe Mercer e Malcolm Allison. Depois de perder a final da Copa da Inglaterra de 1981, o Manchester City passou por um período de declínio, culminando com o rebaixamento para a terceira divisão do futebol inglês pela única vez em sua história em 1998. Desde então, eles recuperaram a promoção ao primeiro escalão em 2001–02 e permaneceram na Premier League desde 2002–03.
O Manchester City recebeu um investimento financeiro considerável, tanto na equipe de jogo quanto nas instalações no leste de Manchester, após sua aquisição pelo Sheik Mansour bin Zayed Al Nahyan através do Abu Dhabi United Group em agosto de 2008. Isso deu início a uma nova era de sucesso sem precedentes, com o clube vencendo a Copa da Inglaterra em 2011 e a Premier League em 2012. Sob o comando de Pep Guardiola, o clube se tornou o primeiro na história da Premier League a atingir 100 pontos em uma única temporada, antes de completar uma conquista sem precedentes de todos os títulos nacionais na Inglaterra em 2019, se tornando o primeiro time masculino inglês a vencer uma tríplice doméstica. Em 2023, o clube conquistou sua primeira Liga dos Campeões da UEFA, ao mesmo tempo em que conquistou a Premier League e a Copa da Inglaterra na mesma temporada, completando um tríplice continental, além da Copa do Mundo de Clubes da FIFA.
O Manchester City liderou a Deloitte Football Money League no final da temporada 2021–22, tornando-se o clube de futebol com a maior receita do mundo, aproximada de € 731 milhões. Em 2022, a Forbes estimou que o clube era o sexto mais valioso do mundo, valendo US$ 4,250 bilhões. O Manchester City é propriedade do City Football Group Limited, que é propriedade majoritária do Abu Dhabi United Group, avaliado em £ 3,73 (US$ 4,8) bilhões em novembro de 2019.

## História

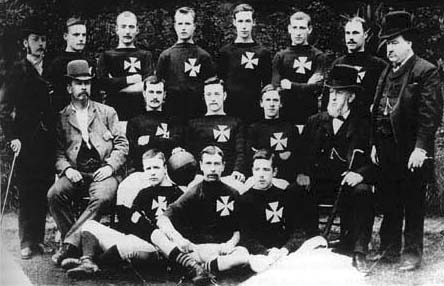
St. Marks (Gorton) em 1884 — o motivo da cruz pátea nas camisas até hoje é desconhecido

O City ganhou suas primeiras conquistas ao vencer a Segunda Divisão em 1899; com ela veio a promoção ao mais alto nível do futebol inglês, a Primeira Divisão. Eles conquistaram sua primeira grande conquista em 23 de abril de 1904, derrotando o Bolton Wanderers por 1 a 0 no estádio Crystal Palace para vencer a Copa da Inglaterra; O City perdeu por pouco a dobradinha na Liga e na Copa naquela temporada, depois de terminar como vice-campeão na Liga, mas o City se tornou o primeiro clube de Manchester a ganhar um grande título. Nas temporadas seguintes ao triunfo da Copa da Inglaterra, o clube foi perseguido por denúncias de irregularidades financeiras, culminando com a suspensão de dezessete jogadores em 1906, incluindo o capitão Billy Meredith, que posteriormente se mudou para o Manchester United. Um incêndio em Hyde Road destruiu a arquibancada principal em 1920 e, em 1923, o clube mudou-se para seu novo estádio especialmente construído em Maine Road em Moss Side.

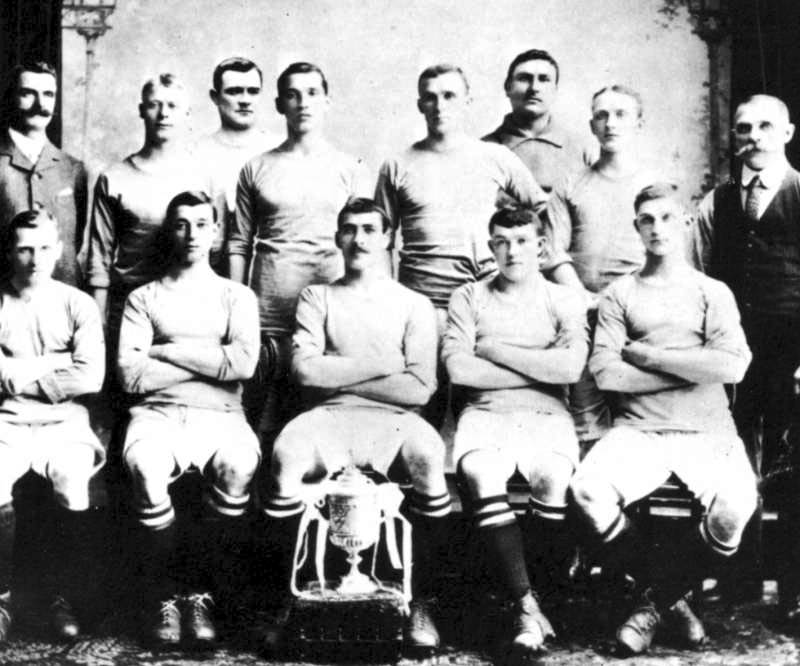
O time do Manchester City que venceu a Copa da Inglaterra em 1904

Na década de 1930, o Manchester City alcançou duas finais consecutivas da Copa da Inglaterra, perdendo para o Everton em 1933, antes de conquistar a Copa ao vencer o Portsmouth em 1934. Durante o período da copa de 1934, o Manchester City quebrou o recorde de maior público em casa de qualquer clube na história do futebol inglês, com 84.569 torcedores lotando o Maine Road para a sexta rodada da Copa da Inglaterra contra o Stoke City em 1934 — um recorde que permanece até hoje. O clube conquistou o título da Primeira Divisão pela primeira vez em 1937, mas foi rebaixado na temporada seguinte, apesar de ter marcado mais gols do que qualquer outro time da divisão.[carece de fontes?] Vinte anos depois, um time do City inspirado por um sistema tático conhecido como Revie Plan (Plano Revie) alcançou as finais consecutivas da Copa da Inglaterra novamente, em 1955 e 1956; assim como na década de 1930, perderam a primeira, para o Newcastle United, e venceram a segunda. A final de 1956, na qual o Manchester City venceu o Birmingham City por 3 a 1, é uma das finais mais famosas de todos os tempos e é lembrada pelo goleiro do City, Bert Trautmann, continuar jogando depois de quebrar o pescoço sem saber.
Após o rebaixamento para a Segunda Divisão em 1963, o futuro parecia sombrio com um registro de público em casa de 8.015 contra o Swindon Town em janeiro de 1965. No verão de 1965, a equipe administrativa de Joe Mercer e Malcolm Allison foi nomeada. Na primeira temporada sob o comando de Mercer, o City conquistou o título da Segunda Divisão e fez importantes contratações em Mike Summerbee e Colin Bell. Duas temporadas depois, em 1967–68, o Manchester City conquistou a Primeira Divisão pela segunda vez, conquistando o título no último dia da temporada com uma vitória por 4 a 3 no Newcastle United e colocando seu vizinho mais próximo, o Manchester United, em segundo lugar. Seguiram-se outros troféus: o City venceu a Copa da Inglaterra em 1969, antes de alcançar o sucesso europeu ao vencer a Taça das Taças da UEFA em 1970, derrotando o Górnik Zabrze por 2 a 1 em Viena. O City também conquistou a Copa da Liga Inglesa naquela temporada, tornando-se o segundo time inglês a conquistar um troféu europeu e um nacional na mesma temporada.
O clube continuou a lutar por títulos ao longo da década de 1970, terminando um ponto atrás dos campeões da liga em duas ocasiões e chegando à final da Copa da Liga Inglesa de 1974. Uma das partidas deste período que é mais lembrada com carinho pelos torcedores do Manchester City é a partida final da temporada 1973–74 contra o arquirrival Manchester United, que precisava vencer para ter alguma esperança de evitar o rebaixamento. O ex-jogador do United, Denis Law, marcou de calcanhar para dar ao City uma vitória por 1 a 0 em Old Trafford e confirmar o rebaixamento de seus rivais. O troféu final do período de maior sucesso do clube foi conquistado em 1976, quando o Newcastle United foi derrotado por 2 a 1 na final da Copa da Liga Inglesa.

Gráfico das posições anuais do City na liga inglesa

Um longo período de declínio seguiu o sucesso dos anos 1960 e 1970. Malcolm Allison voltou ao clube para se tornar técnico pela segunda vez em 1979, mas desperdiçou grandes somas de dinheiro em contratações malsucedidas, como Steve Daley. Seguiu-se uma sucessão de gerentes — sete apenas na década de 1980. Sob John Bond, o City chegou à final da Copa da Inglaterra de 1981, mas perdeu em uma partida repetida para o Tottenham Hotspur. O clube foi rebaixado duas vezes da primeira divisão na década de 1980 (em 1983 e 1987), mas voltou à primeira divisão em 1989 e terminou em quinto lugar em 1991 e 1992 sob a gestão de Peter Reid. No entanto, esta foi apenas uma pausa temporária e, após a saída de Reid, a sorte do Manchester City continuou a diminuir. O City foi co-fundador da Premier League desde sua criação em 1992, mas depois de terminar em nono em sua primeira temporada, eles enfrentaram três temporadas de luta antes de serem rebaixados em 1996. Após duas temporadas na primeira divisão, o City caiu para o ponto mais baixo em sua história, tornando-se o segundo vencedor de um troféu europeu a ser rebaixado para a terceira divisão de seu país, depois do 1. FC Magdeburg, da Alemanha.
Após o rebaixamento, o clube passou por uma reviravolta fora de campo, com o novo presidente David Bernstein introduzindo maior disciplina fiscal. O City conseguiu subir na primeira tentativa, conseguido de forma dramática em uma decisão contra o Gillingham. Uma segunda promoção consecutiva viu o City retornar à primeira divisão, mas isso provou ter sido um passo longe demais para o clube em recuperação e, em 2001, o City foi rebaixado mais uma vez. Kevin Keegan chegou como o novo técnico na próxima temporada, trazendo um retorno imediato à Premier League com o clube vencendo o campeonato da Primeira Divisão (segunda divisão inglesa na época) de 2001–02, quebrando recordes do clube em número de pontos ganhos e gols marcados em uma temporada no processo. A temporada 2002–03 foi a última em Maine Road e incluiu uma vitória por 3 a 1 no clássico sobre o rival Manchester United, encerrando uma sequência de 13 anos sem uma vitória no clássico. O City também se classificou para as competições europeias pela primeira vez em 25 anos. No final da temporada de 2003, o clube mudou-se para o novo City of Manchester Stadium. As primeiras quatro temporadas no estádio resultaram em colocações no meio da tabela. O ex-técnico da Seleção Inglesa, Sven-Göran Eriksson, tornou-se o primeiro técnico estrangeiro do clube quando nomeado em 2007. Após um início brilhante, as performances diminuíram na segunda metade da temporada, e Eriksson foi demitido em junho de 2008. Eriksson foi substituído por Mark Hughes dois dias depois, em 4 de junho de 2008.
Em 2008, o clube estava em uma situação financeira precária. Thaksin Shinawatra havia assumido o controle do clube um ano antes, mas suas dificuldades políticas fizeram com que seus bens fossem congelados. Então, em agosto de 2008, o clube foi comprado pelo Abu Dhabi United Group. A aquisição foi imediatamente seguida por uma enxurrada de ofertas por jogadores de alto nível; o clube quebrou o recorde de transferências britânicas ao contratar o jogador da Seleção Brasileira, Robinho, do Real Madrid por £ 32,5 milhões. O desempenho não foi uma grande melhoria em relação à temporada anterior, apesar do influxo de dinheiro, no entanto, com a equipe terminando em décimo, embora tenha se saído bem para chegar às quartas de final da Copa da UEFA. Durante o verão de 2009, o clube elevou os gastos com transferências a um nível sem precedentes, com um desembolso de mais de £ 100 milhões nos jogadores Gareth Barry, Roque Santa Cruz, Kolo Touré, Emmanuel Adebayor, Carlos Tevez e Joleon Lescott. Em dezembro de 2009, Mark Hughes — que havia sido contratado pouco antes da mudança de propriedade, mas foi originalmente mantido pelo novo conselho — foi substituído como gerente por Roberto Mancini. O City terminou a temporada na quinta posição na Premier League, perdendo por pouco uma vaga na Liga dos Campeões, e competiu na Liga Europa da UEFA na temporada 2010–11.

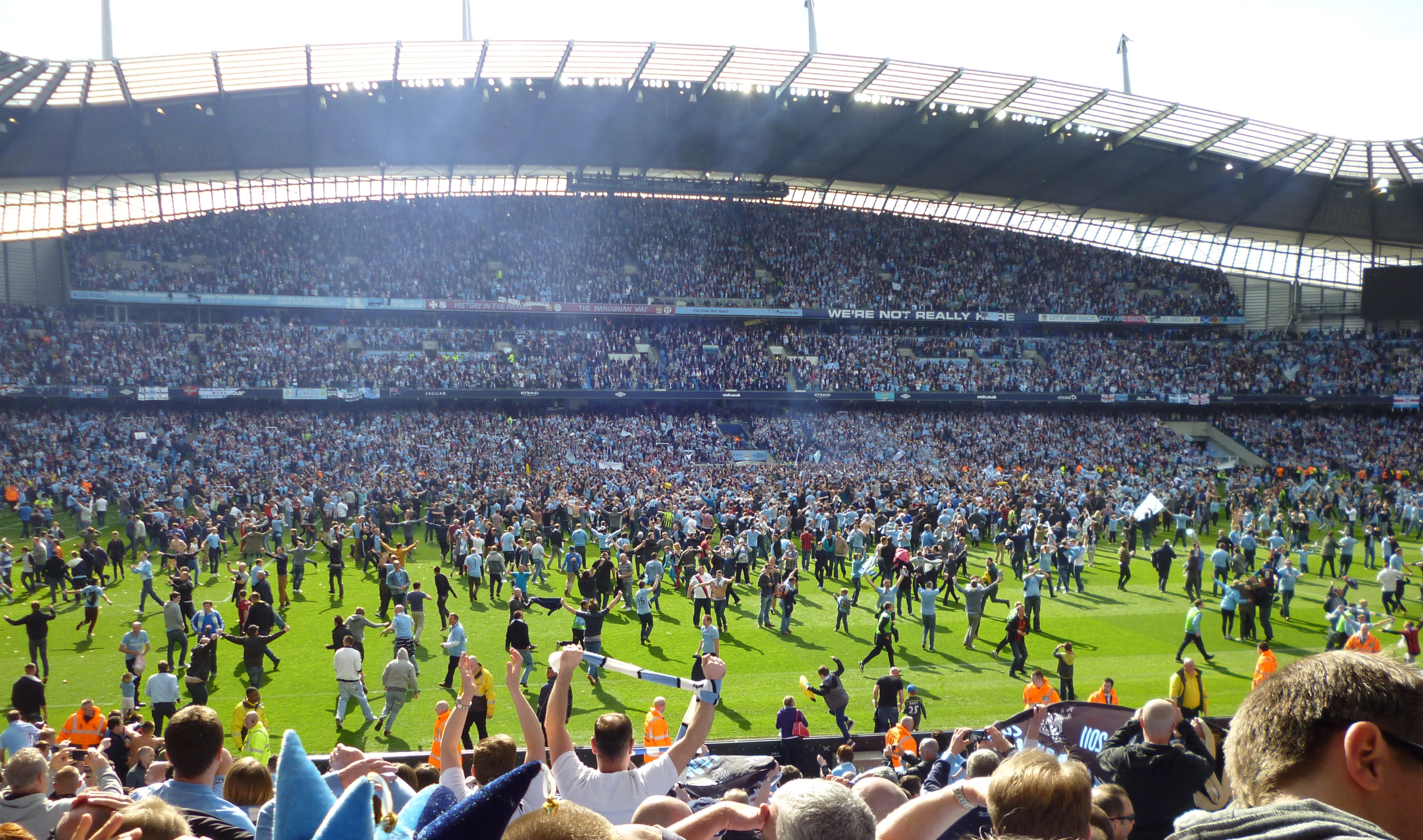
Os torcedores do Manchester City invadem o campo após a vitória do título da Premier League de 2011–12

O investimento contínuo em jogadores ocorreu em temporadas sucessivas e os resultados começaram a corresponder à melhora na qualidade dos jogadores. O City chegou à final da Copa da Inglaterra em 2011, sua primeira grande final em mais de trinta anos, depois de derrotar o rival Manchester United na semifinal, a primeira vez que eliminou seu rival de uma competição de copa desde 1975. Eles derrotaram o Stoke City por 1 a 0 na final, garantindo sua quinta Copa da Inglaterra, o primeiro grande troféu do clube desde a vitória na Copa da Liga Inglesa de 1976. Na mesma semana, o clube se classificou para a Liga dos Campeões da UEFA pela primeira vez desde 1968 com uma vitória por 1 a 0 sobre o Tottenham Hotspur na Premier League. No último dia da temporada 2010–11, o City ultrapassou o Arsenal pelo terceiro lugar na Premier League, garantindo assim a qualificação diretamente para a fase de grupos da Liga dos Campeões.
Desempenhos fortes continuaram na temporada 2011–12, com o clube começando a temporada seguinte em boa forma, incluindo a vitória sobre o Tottenham por 5 a 1 em White Hart Lane e humilhando o Manchester United por um placar de 6 a 1 no próprio estádio do United. Embora a boa forma tenha diminuído no meio da temporada e o City tenha caído oito pontos atrás de seus rivais com apenas seis jogos restantes, uma queda sem precedentes dos campeões anteriores permitiu que o time azul de Manchester empatasse quando restavam dois jogos, estabelecendo um final emocionante para a temporada, com as duas equipes indo para o último dia iguais em pontos (com o City liderando com oito gols no saldo de gols). Apesar do City precisar apenas de uma vitória em casa contra o Queens Park Rangers, um time na zona de rebaixamento, eles ficaram para trás por 1 a 2 no final do tempo normal, levando alguns dos jogadores do United a terminar o jogo, uma vitória por 1 a 0 no Sunderland, comemorando com a crença de que haviam vencido a liga. No entanto, dois gols nos acréscimos — o segundo de Sergio Agüero no quarto minuto de acréscimo — resultaram em uma vitória quase literal do título por 3 a 2 no último minuto, a primeira do City em 44 anos, com a qual se tornou apenas o quinto time a vencer a Premier League desde a sua criação em 1992. Em sua sequência, o evento foi descrito por fontes da mídia do Reino Unido e de todo o mundo como o maior momento da história da Premier League. O jogo também foi notável pela expulsão do ex-jogador do City, Joey Barton, onde ele cometeu três incidentes separados com cartão vermelho em três jogadores no espaço de apenas alguns segundos, resultando em uma suspensão de 12 partidas.
Após um final de temporada que muitos acreditavam que apenas estimularia o City, no entanto, a temporada seguinte não conseguiu capitalizar nenhum dos ganhos obtidos nas duas primeiras temporadas completas do reinado de Mancini. A janela de transferências praticamente não viu nenhum jogador ingressar no clube até o último dia da temporada, quando uma explosão de atividade de última hora viu quatro jogadores diferentes ingressarem no espaço de cerca de 10 horas. O futebol fluido da temporada anterior tornou-se subitamente raro de se ver e, embora o City raramente parecesse cair abaixo do segundo lugar na tabela, eles representaram pouca disputa pelo título durante toda a temporada. Na Liga dos Campeões da UEFA, o clube foi eliminado na fase de grupos pela segunda temporada consecutiva, em um resultado que parecia confirmar a reputação de Mancini como muito melhor em jogos domésticos do que europeus, enquanto uma segunda final da Copa da Inglaterra em três temporadas terminou em derrota de 1 a 0 para o rebaixado Wigan Athletic. A derrota resultou na demissão de Mancini, ostensivamente porque ele não conseguiu atingir suas metas para a temporada, mas com muitos na imprensa sugerindo um rompimento das relações entre Mancini e seus jogadores, mas também entre o italiano e seus superiores na diretoria, enquanto uma recusa em promover jogadores jovens também foi citada. Em seu lugar foi nomeado o chileno Manuel Pellegrini, que ostentava um registro muito mais impressionante na Liga dos Campeões, mas tinha menos reputação de vencedor de troféus.

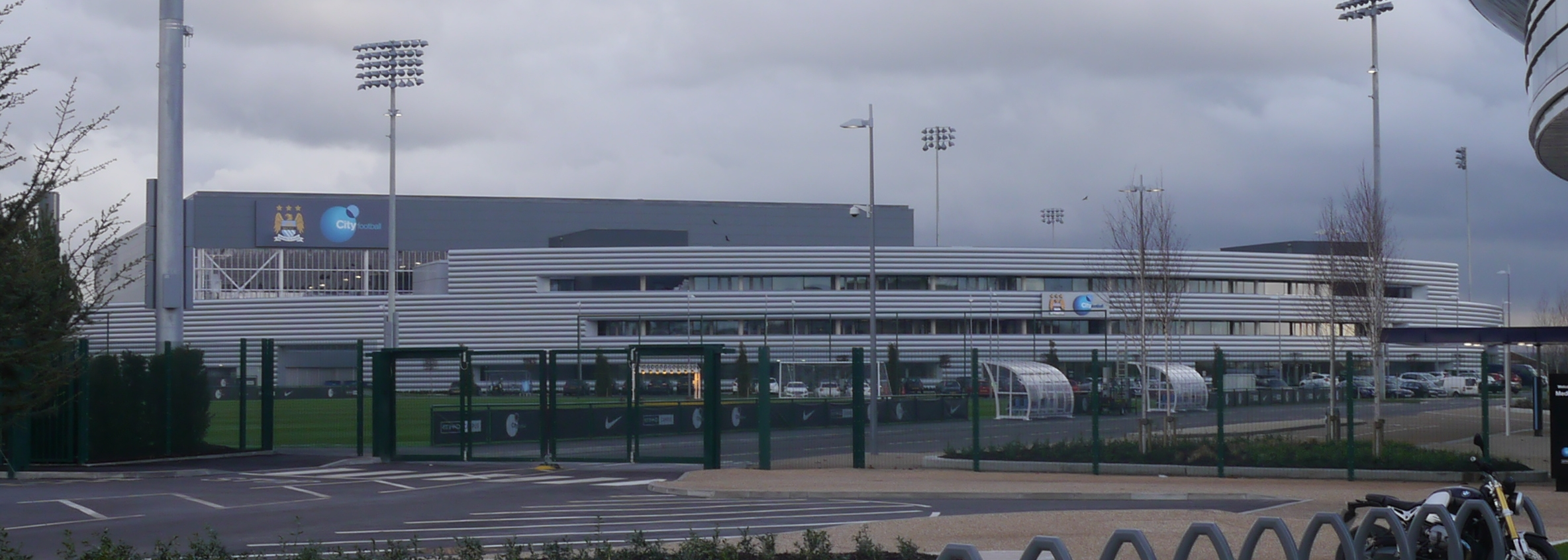
O Manchester City mudou-se para seu novo complexo no Etihad Campus ao lado do City of Manchester Stadium em 2014

Na primeira temporada de Pellegrini, o City conquistou a Copa da Liga Inglesa e recuperou o título da Premier League na última rodada da temporada. No entanto, a forma do time na liga foi menos impressionante nos anos seguintes: embora eles tenham terminado como vice-campeões em 2014–15, a campanha de 2015–16 viu o City terminar em quarto lugar no saldo de gols, seu menor posição desde 2010. Por outro lado, Pellegrini conquistou mais uma conquista da Copa da Liga Inglesa e, mais importante, levou o City às semifinais da Liga dos Campeões, que perderam por pouco para o futuro campeão Real Madrid. Este foi o melhor resultado do clube na Liga dos Campeões, mas o reinado de Pellegrini terminou em antecipação ao técnico dos sonhos do City.
Pep Guardiola, ex-técnico do Barcelona e do Bayern de Munique, foi confirmado para se tornar o novo técnico do Manchester City em 1º de fevereiro de 2016, meses antes de Pellegrini terminar seu mandato, e permanece no cargo até hoje. Na era Guardiola, o City conquistou o título da Premier League de 2017–18 com o maior total de pontos da história e quebrou vários outros recordes de clubes e da liga inglesa ao longo do caminho. Eles também ganharam a Copa da Liga Inglesa naquela temporada e Sergio Agüero se tornou o maior artilheiro de todos os tempos do clube.
Na temporada seguinte, Guardiola guiou o clube a reter os títulos da Premier League e da Copa da Liga Inglesa, a primeira vez na história que o City completou uma defesa de título com sucesso. A equipe então venceu a final da Copa da Inglaterra e completou uma tríplice coroa doméstica sem precedentes de títulos masculinos ingleses.
Em 2020, a UEFA baniu o Manchester City das competições europeias por duas temporadas por supostas violações dos Regulamentos de Controle Financeiro da UEFA; o clube apelou para o Tribunal Arbitral do Esporte, que anulou a proibição em alguns meses, concluindo que algumas alegações estavam acima do limite de cinco anos para tais investigações da UEFA, enquanto as outras alegações não foram comprovadas. O tribunal também reduziu a multa da UEFA de € 30 para € 10 milhões.
Na temporada 2020–21 da Premier League afetada pelo COVID-19, o Manchester City recuperou o título do Liverpool, tornando-se campeão pela terceira vez em quatro anos. Eles terminaram a temporada doze pontos à frente do segundo colocado Manchester United, conquistando o título com três jogos restantes. Eles também ganharam a Copa da Liga Inglesa pela quarta vez consecutiva e a oitava vez no total, derrotando o Tottenham por 1 a 0 na final. A vitória do City na liga foi o décimo título de liga e de copa nos cinco anos de gestão de Guardiola, tornando-o o técnico de maior sucesso na história do clube. A temporada foi marcada pelo avanço europeu do City, com o clube alcançando sua primeira final da Liga dos Campeões, onde enfrentou o Chelsea, tornando-se a terceira final totalmente inglesa na história da competição. No entanto, os Blues foram derrotados por 1 a 0 no Estádio do Dragão, no Porto, cortesia de um gol de Kai Havertz. Ainda assim, o avanço do City marcou sua campanha europeia de maior sucesso até o momento.
Um relatório da revista alemã Der Spiegel em abril de 2022 afirmou, com base em documentos internos vazados, que os proprietários de Abu Dhabi já haviam feito pagamentos ao clube disfarçados de contribuições de patrocínio pelas empresas dos Emirados Etihad e Etisalat (a mesma alegação de que o clube havia defendido com sucesso contra no Tribunal Arbitral do Esporte em 2020), o Abu Dhabi United Group (ADUG) do Sheik Mansour supostamente pagou indiretamente para que jogadores menores de idade assinassem com o clube, e que o Manchester City teria usado um contrato fictício entre Roberto Mancini e o Al Jazira Club de Mansour para pagar grandes taxas de compensação para o ex-gerente, além de seu salário. Também alegou que esses três casos estavam sendo investigados pela Premier League nos últimos três anos. Em resposta, o Manchester City rejeitou essas alegações como falsas e as classificou como outra tentativa de minar a reputação e a integridade do clube.
O Blues produziu outra campanha inesquecível em 2021–22, mantendo o título da liga, após outra disputa pelo título acirrada com o Liverpool e conquistando quatro títulos em cinco temporadas. Em outro caso de "típico City", precisando de quatro pontos em suas duas últimas partidas, o Blues ficou para trás por dois gols em ambos os jogos, apenas para se recuperar para um empate de 2 a 2 contra o West Ham fora, e com uma vitória de 3 a 2 em casa para o Aston Villa no final da temporada. Esses últimos três gols foram todos marcados em um período de cinco minutos entre os minutos 76 e 81, em momentos que aconteceriam como os das famosas vitórias na final da decisão de 1999 contra o Gillingham e na final da Premier League de 2011–12 contra o QPR. O City também alcançou as semifinais da Liga dos Campeões novamente naquela temporada (e apenas pela terceira vez em sua história), mas foram derrotadas pelo Real Madrid por 6 a 5 no total de uma prorrogação em dois jogos disputados e muito dramáticos.
No entanto, com o sucesso europeu a escapar à brilhante equipe do City, alguns especialistas e adeptos ainda questionavam se aquela equipa entraria para a história como uma das maiores de todos os tempos. A temporada 2022–23 tornou todos esses pontos de discussão irrelevantes, já que o Manchester City conquistou seu terceiro título consecutivo da Premier League, a final da Copa da Inglaterra contra o rival Manchester United e, o mais importante, seu primeiro título da Liga dos Campeões, reunindo assim um feito raro — o triplete continental. O caminho para a vitória na Liga dos Campeões incluiu vitórias convincentes sobre os eternos favoritos e gigantes europeus Bayern de Munique, que foram derrotados por 4 a 1 no total, e o Real Madrid, que sofreu uma derrota agregada por 1 a 5 nas mãos do City após a polêmica vitória de 6 a 5 na prorrogação na mesma fase do ano anterior.
A conquista do título europeu classificou a equipe de Guardiola para a Copa do Mundo de Clubes da FIFA de 2023, sendo considerada a equipe favorita a vencer a competição, contudo o torneio prometia ser um dos mais competitivos desde a elaboração do então formato, o vencedor da América do Sul havia sido o Fluminense, campeão da Libertadores, título também inédito em seu continente, o tradicional Al-Ahly, que havia vencido sua 11ª Liga dos Campeões da CAF, e o Al-Ittihad, reforçado com grandes jogadores para a temporada, como N'Golo Kanté, Fabinho e Karim Benzema. Os citizens fizeram juz ao favoritismo e passaram pelo Urawa Red, do Japão, nas semifinais, e enfrentaram o Fluminense na grande decisão, no primeiro minuto de jogo Julián Ávarez abriu o placar, a equipe brasileira forçada a sair para o jogo e sofreu uma goleada de 4 a 0, apesar do placar um grande jogo foi praticada com duas equipes bem ofensivas durante os 90 minutos, a partida marcou a disputa entre os treinadores Pep Guardiola e Fernando Diniz.

## Escudo e cores
O primeiro uniforme de que se tem notícia do City ― na ocasião, ainda com o nome de St Mark's (West Gorton) ― era preto com uma cruz branca. Isso levou a alguns boatos sobre uma possível forte ligação do time com a Maçonaria. No entanto, uma teoria mais plausível sugere que a cruz faz referência à igreja de São Marcos. Quando o clube passou a se chamar Manchester City, seu uniforme adotou as cores atuais: azul claro e branco. As cores do segundo uniforme eram tradicionalmente marrom ou, a partir de 1960, vermelho e preto. No entanto, nos últimos anos, várias cores diferentes têm sido usadas.

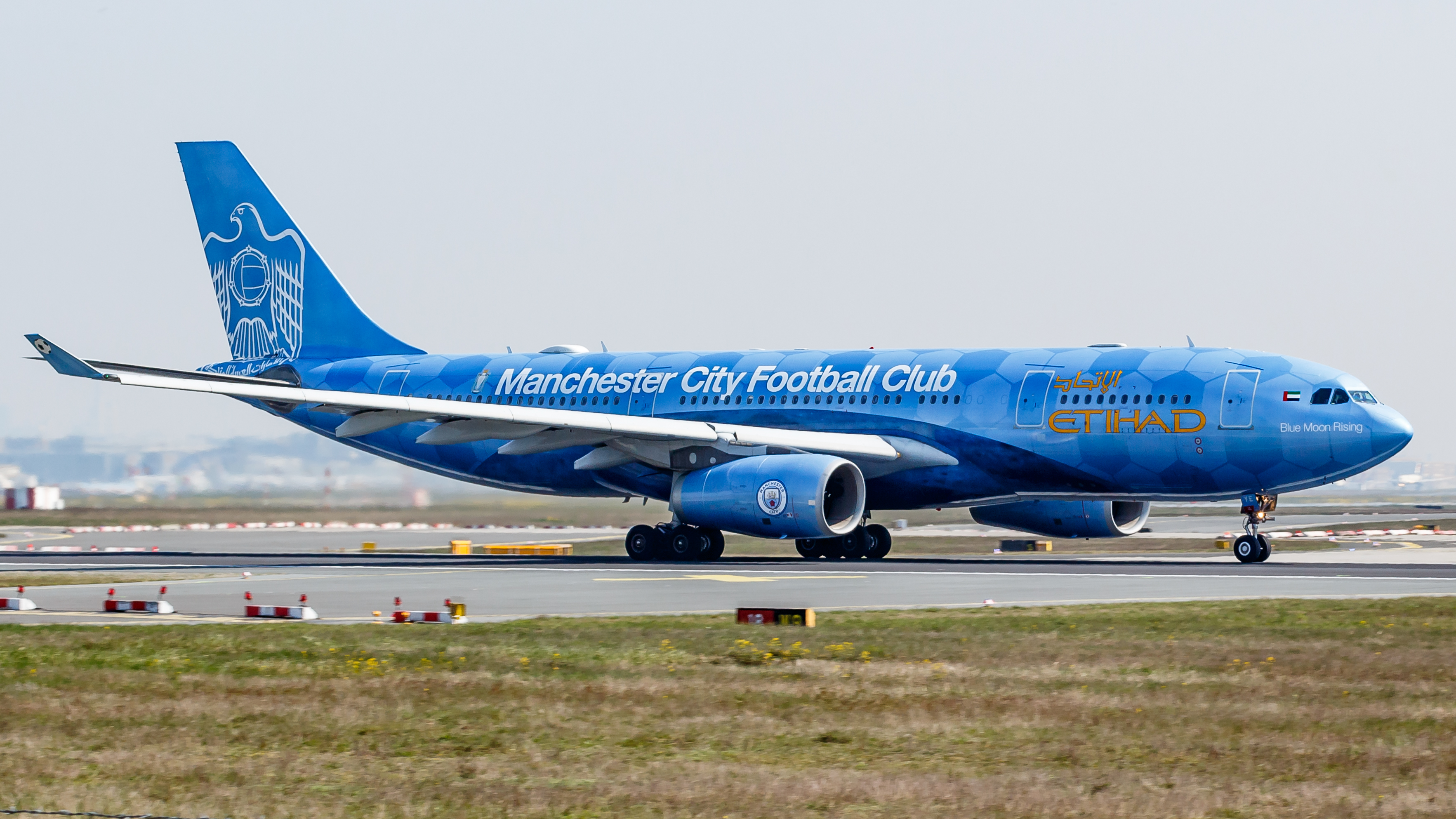
O estádio e a camisa do Manchester City são patrocinados pela Etihad Airways desde 2009

As origens das cores do primeiro uniforme do clube são incertas, mas há evidências de que o clube tem usado azul desde 1892 ou antes. Um folheto intitulado "Famous Football Clubs - Manchester City", publicado na década de 1940, indica que o West Gorton (St. Marks) originalmente jogava vestindo vermelho e preto. Relatos datados de 1884 descrevem a equipe vestindo uma camisa preta com uma cruz branca, mostrando a proximidade do clube com a igreja em suas origens. O uso ocasional, mas recorrente, do vermelho e preto no segundo uniforme vem do ex-gerente assistente Malcolm Allison, que acreditava que a adoção das cores do AC Milan traria glória ao City. Essa teoria se confirmou, com o City vencendo a FA Cup de 1969, a Copa da Liga Inglesa de 1970 e a Recopa Europeia de 1970 com listras vermelhas e pretas em vez do azul claro do primeiro uniforme do clube.
Ao longo de sua história, o Manchester City utilizou três outros escudos em suas camisas antes do escudo atual, que foi implementado em 2016. O primeiro escudo, lançado em 1970, era baseado em projetos que haviam sido usados na documentação oficial do clube desde meados da década de 1960. Consistia em um escudo circular com o mesmo escudo atual dentro de um círculo, juntamente com o nome do clube. Em 1972, esse escudo foi substituído por uma variação que incluía a rosa vermelha de Lancashire na metade inferior do escudo.
Quando o Manchester City disputa uma grande final de campeonato, geralmente não utiliza o escudo oficial. Em vez disso, são usadas camisas com o brasão de armas da Cidade de Manchester como um símbolo de orgulho ao representar a cidade em eventos importantes. Essa prática remonta a uma época em que as camisas dos jogadores normalmente não possuíam nenhum escudo, mas foi mantida ao longo da história do clube. Na final da FA Cup de 2010-11, o City utilizou o escudo de costume com uma legenda especial, mas o brasão de armas de Manchester foi incluído como um pequeno logotipo monocromático nos números na parte de trás das camisas dos jogadores.
Em 1997, um novo escudo foi adotado devido à impossibilidade de registrar o escudo anterior como marca registrada. Esse novo escudo era baseado nas armas da cidade de Manchester e consistia em um escudo na frente de uma águia dourada. A águia é um antigo símbolo heráldico da cidade de Manchester, tendo sido adicionada ao brasão da cidade em 1958 para representar a crescente indústria da aviação. O escudo apresenta um navio em sua metade superior, representando o Manchester Ship Canal, e três listras diagonais na metade inferior, simbolizando os três rios da cidade: Irwell, Irk e Medlock. A parte inferior do escudo exibe o lema "Superbia em Proelio", que significa "O orgulho na batalha" em latim. Acima da águia e do escudo, há três estrelas puramente decorativas.
Em 15 de outubro de 2015, após anos de críticas dos fãs em relação ao design do escudo de 1997, o clube anunciou sua intenção de realizar uma consulta com os torcedores sobre a possibilidade de abandonar o escudo existente e adotar um novo design. Após a consulta, o clube anunciou no final de novembro de 2015 que o escudo seria substituído por uma nova versão, inspirada nos designs anteriores. Um design que supostamente seria do novo escudo vazou acidentalmente dois dias antes da inauguração oficial, marcada para 26 de dezembro de 2015, quando o design foi registrado no Escritório de Propriedade Intelectual em 22 de dezembro. O novo escudo foi oficialmente apresentado em 26 de dezembro, durante o jogo em casa contra o Sunderland.

### Fornecedores esportivos e patrocinadores
| Período       | Material esportivo | Patrocinador (peito) | Patrocinador (manga) |
| ------------- | ------------------ | -------------------- | -------------------- |
| 1974–1982     | Umbro              | Sem patrocínio       | Sem patrocínio       |
| 1982–1984     | Umbro              | Saab                 | Sem patrocínio       |
| 1984–1987     | Umbro              | Philips              | Sem patrocínio       |
| 1987–1997     | Umbro              | Brother              | Sem patrocínio       |
| 1997–1999     | Kappa              | Brother              | Sem patrocínio       |
| 1999–2002     | Le Coq Sportif     | Eidos                | Sem patrocínio       |
| 2002–2003     | Le Coq Sportif     | First Advice         | Sem patrocínio       |
| 2003–2004     | Reebok             | First Advice         | Sem patrocínio       |
| 2004–2007     | Reebok             | Thomas Cook          | Sem patrocínio       |
| 2007–2009     | Le Coq Sportif     | Thomas Cook          | Sem patrocínio       |
| 2009–2013     | Umbro              | Etihad Airways       | Sem patrocínio       |
| 2013–2017     | Nike               | Etihad Airways       | Sem patrocínio       |
| 2017–2019     | Nike               | Etihad Airways       | Nexen Tire           |
| 2019–presente | Puma               | Etihad Airways       | Nexen Tire           |

## Estrutura

### City of Manchester Stadium

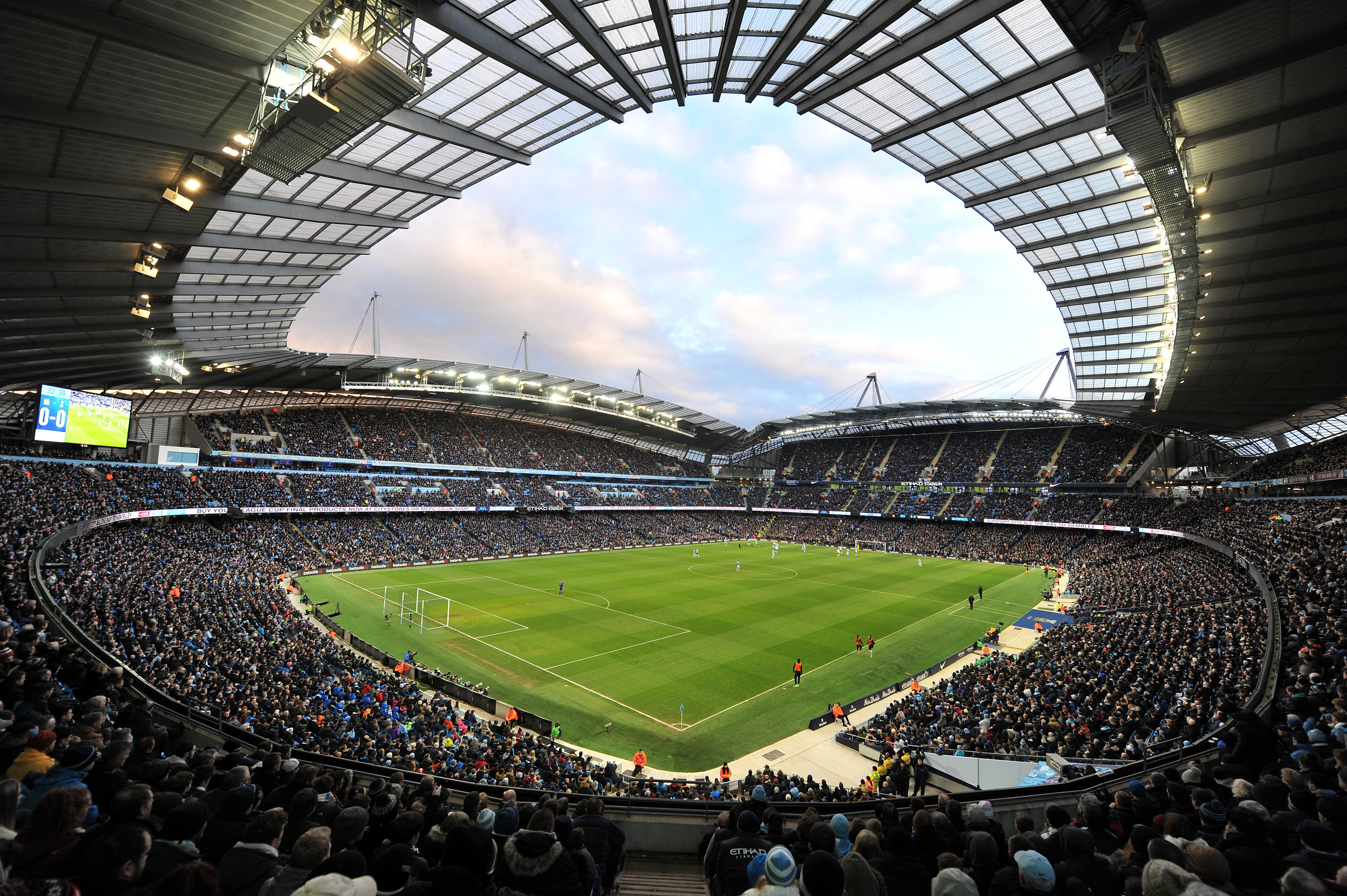
O Etihad Stadium – a casa do Manchester City desde 2003

O City of Manchester Stadium (em português: Estádio Cidade de Manchester), também conhecido como Etihad Stadium desde 2011 por questões de patrocínio, é um estádio de futebol localizado no leste de Manchester, na Inglaterra. É a casa do clube desde o final da temporada 2002–03, quando o City se mudou de Maine Road.
Antes de se mudar para o estádio, o clube gastou mais de £ 30 milhões para convertê-lo para uso no futebol: o campo foi rebaixado, adicionando outra camada de assentos ao redor, e uma nova arquibancada norte foi construída. A partida inaugural no novo estádio foi uma vitória por 2 a 1 sobre o Barcelona em um amistoso. Um terceiro nível de 7.000 lugares na arquibancada sul foi concluído a tempo para o início da temporada de futebol de 2015–16, aumentando a capacidade do estádio para 55.097. Um terceiro nível da arquibancada norte está em desenvolvimento, aumentando potencialmente a capacidade para cerca de 61.000.
Depois de jogar em casa em cinco estádios entre 1880 e 1887, o clube se estabeleceu no Hyde Road Football Stadium, sua casa por 36 anos. Um incêndio destruiu a arquibancada principal em 1920, e o clube mudou-se para a Maine Road com capacidade para 84.000 pessoas três anos depois. Maine Road, apelidado de "Wembley do Norte" por seus designers, recebeu a maior multidão de todos os tempos de um clube inglês quando 84.569 assistiram a um empate da Copa da Inglaterra contra o Stoke City em 3 de março de 1934. Embora Maine Road tenha sido reconstruída várias vezes ao longo de sua vida útil de 80 anos, em 1995 sua capacidade foi restrita a 32.000, levando à busca de um novo terreno que culminou na mudança para o City of Manchester Stadium em 2003; foi renomeado como Etihad Stadium em 2011.

### City Football Academy
A City Football Academy (CFA) é um centro de treinamento de futebol localizado em Manchester, pertencente ao Manchester City Football Club. A construção do CFA exigiu um investimento de 200 milhões de libras, demonstrando o compromisso do clube em fornecer instalações de primeira classe para o desenvolvimento de seus jogadores.
A estrutura impressionante abrange uma área de 320.000 metros quadrados, abrigando 17 campos de futebol. Desses campos, 12 são dedicados ao treinamento e desenvolvimento de jovens jogadores, enquanto um estádio com capacidade para 7 mil pessoas está disponível para uso das equipes principais, femininas e da comunidade local.
O centro de treinamento atenderá mais de 450 jogadores, desde os times sub-6 até os profissionais. Sua localização estratégica próxima ao estádio do clube é facilitada por uma ponte de cerca de 190 metros que o conecta ao Etihad Stadium. Essa proximidade permite uma integração perfeita entre as equipes e uma maior eficiência nos treinamentos e jogos.
A concepção do City Football Academy começou em 2008, quando o Sheikh Mansour adquiriu o Manchester City. O clube dedicou-se a criar um ambiente que promovesse o máximo desenvolvimento para as equipes, levando em consideração o conforto dos jogadores, torcedores, funcionários e jornalistas.
Localizado a apenas 10 minutos de carro do centro de Manchester, o CT está estrategicamente posicionado dentro da cidade para facilitar o acesso e criar uma conexão mais próxima com a comunidade local. Essas características garantem que o City Football Academy seja um local de treinamento de classe mundial, proporcionando as melhores condições possíveis para o crescimento e sucesso do clube.

## Títulos
| MUNDIAIS     | MUNDIAIS                        | MUNDIAIS | MUNDIAIS                                                                                  |
|              | Competição                      | Títulos  | Temporadas                                                                                |
| ------------ | ------------------------------- | -------- | ----------------------------------------------------------------------------------------- |
| semmdolura   | Copa do Mundo de Clubes da FIFA | 1        | 2023                                                                                      |
| CONTINENTAIS |                                 |          |                                                                                           |
|              | Competição                      | Títulos  | Temporadas                                                                                |
|              | Liga dos Campeões da UEFA       | 1        | 2022–23                                                                                   |
|              | Supercopa da UEFA               | 1        | 2023                                                                                      |
|              | Recopa Europeia da UEFA         | 1        | 1969–70                                                                                   |
| NACIONAIS    |                                 |          |                                                                                           |
|              | Competição                      | Títulos  | Temporadas                                                                                |
|              | Campeonato Inglês               | 10       | 1936–37, 1967–68, 2011–12, 2013–14, 2017–18, 2018–19, 2020–21, 2021–22, 2022–23 e 2023–24 |
|              | Copa da Inglaterra              | 7        | 1903–04, 1933–34, 1955–56, 1968–69, 2010–11, 2018–19 e 2022–23                            |
|              | Copa da Liga Inglesa            | 8        | 1969–70, 1975–76, 2013–14, 2015–16, 2017–18, 2018–19, 2019–20 e 2020–21                   |
|              | Supercopa da Inglaterra         | 7        | 1937, 1968, 1972, 2012, 2018, 2019 e 2024                                                 |
|              | Campeonato Inglês - 2ª Divisão  | 7        | 1898–99, 1902–03, 1909–10, 1927–28, 1946–47, 1965–66 e 2001–02                            |

### Dobradinhas e tríplices
- Dobradinhas
  - 1969–70: Recopa Europeia da UEFA e Copa da Liga Inglesa
  - 2013–14: Premier League e Copa da Liga Inglesa
  - 2017–18: Premier League e Copa da Liga Inglesa
  - 2018–19 (doméstica): Premier League e Copa da Inglaterra
  - 2022–23 (doméstica): Premier League e Copa da Inglaterra
  - 2022–23 (continental): Premier League e Liga dos Campeões da UEFA
- Tríplices
  - 2018–19 (doméstica): Premier League, Copa da Inglaterra e Copa da Liga Inglesa[nota 2]
  - 2022–23 (continental): Premier League, Copa da Inglaterra e Liga dos Campeões da UEFA

### Campeonatos consecutivos
- Quatro consecutivos
  - Copa da Liga Inglesa: 2017–18, 2018—19, 2019–20 e 2020–21
  - Premier League: 2020–21, 2021–22, 2022–23 e 2023–24

### Outros torneios de destaque
Troféu Joan Gamper: 1 (2009)
 Dublin Super Cup: 1 (2011)
 Troféu Premier League Ásia: 1 (2013)

## Estatísticas e recordes

### Mais jogos
atualizado em 20 de março de 2022
|    | Jogador         | Anos      | Total |
| -- | --------------- | --------- | ----- |
| 1  | Alan Oakes      | 1959–1976 | 680   |
| 2  | Joe Corrigan    | 1967–1983 | 603   |
| 3  | Mike Doyle      | 1967–1978 | 570   |
| 4  | Bert Trautmann  | 1949–1964 | 545   |
| 5  | Colin Bell      | 1966–1979 | 501   |
| 6  | Eric Brook      | 1928–1939 | 493   |
| 7  | Tommy Booth     | 1968–1981 | 491   |
| 8  | Mike Summerbee  | 1965–1975 | 451   |
| 9  | Paul Power      | 1975–1986 | 445   |
| 10 | Willie Donachie | 1970–1980 | 436   |
| 10 | David Silva     | 2010–2020 | 436   |

### Mais gols
atualizado em 20 de março de 2022
|    | Jogador          | Nacionalidade | Anos                | Gols |
| -- | ---------------- | ------------- | ------------------- | ---- |
| 1  | Sergio Agüero    | Argentina     | 2011–2021           | 260  |
| 2  | Eric Brook       | Inglaterra    | 1927–1940           | 177  |
| 3  | Tommy Johnson    | Inglaterra    | 1920–1930           | 166  |
| 4  | Colin Bell       | Inglaterra    | 1966–1979           | 153  |
| 5  | Joe Hayes        | Inglaterra    | 1953–1965           | 152  |
| 5  | Billy Meredith   | País de Gales | 1894–1906 1921–1924 | 152  |
| 7  | Francis Lee      | Inglaterra    | 1967–1974           | 148  |
| 8  | Tommy Browell    | Inglaterra    | 1913–1926           | 139  |
| 9  | Billie Gillespie | Escócia       | 1897–1905           | 132  |
| 9  | Fred Tilson      | Inglaterra    | 1928–1938           | 132  |
| 11 | Raheem Sterling  | Inglaterra    | 2015–2022           | 131  |

### Os 10 jogadores mais caros do Manchester City
atualizado em 24 de agosto de 2023
|    | Jogador         | Data       | Ref    |
| -- | --------------- | ---------- | ------ |
| 1  | Jack Grealish   | 05/08/2021 | [ 80 ] |
| 2  | Joško Gvardiol  | 06/08/2023 | [ 81 ] |
| 3  | Kevin De Bruyne | 30/08/2015 | [ 82 ] |
| 4  | Rúben Dias      | 29/09/2020 | [ 83 ] |
| 5  | Rodri           | 03/07/2019 | [ 84 ] |
| 6  | Riyad Mahrez    | 10/07/2018 | [ 85 ] |
| 7  | João Cancelo    | 07/08/2019 | [ 86 ] |
| 8  | Aymeric Laporte | 30/01/2018 | [ 87 ] |
| 9  | Raheem Sterling | 14/07/2015 | [ 88 ] |
| 10 | Erling Haaland  | 10/05/2022 | [ 89 ] |

Fonte:[carece de fontes?]

### Recordes do clube
Maiores goleadas (Campeonato Inglês & Premier League).
- Manchester City 11x3 Lincoln City (23 de Março 1895).
- Manchester City 10x1 Huddersfield Town (7 de Novembro 1987).
- Manchester City 10x0 Darwen (18 de Fevereiro 1899).
- Manchester City 8x0 Watford (21 de Setembro de 2019).
- Manchester City 7x0 Norwich City (2 de Novembro 2013 - Premier League).
- Manchester City 7x0  Burnley ( 7 de Dezembro 1968).

Maiores goleadas na Copa da Inglaterra:
- Manchester City 12x0 no Liverpool Stanley (4 de outubro de 1890).
- Manchester City 7x0 Reading (31 de janeiro de 1968).

Maior derrota na Copa da Inglaterra:
- Manchester City 2x8 Bradford Park Avenue (30 de janeiro de 1946)
- Maior público em casa: 84.569 ( 3 de março de 1934) contra o Stoke City ( recorde de público até hoje para jogos de clubes ingleses em seus estádios).

- Jogador com mais partidas em todas as competições: Alan Oakes entre 1958–1976 (676 aparições pelo clube)
- Maior artilheiro: Sergio Agüero.

- Maior número de gols marcados em uma temporada: 51 gols, de Erling Haaland entre 2022–23.

- Jogador mais caro: 100 milhões de libras pagos ao Aston Villa por Jack Grealish, em 2021.[90]
- Venda mais cara: 82 milhões de libras pagos pelo Atlético de Madrid por Julián Álvarez, em 2024.

## Elenco atual
Última atualização: 11 de junho de 2025.

## Jogadores notáveis
- Abaixo está a lista de notáveis jogadores da história do clube, 50 deles lembrados pelo Times Online:[92]

- Adam Johnson
- Colin Bell
- Dave Ewing
- David Watson
- David White
- Don Revie
- Eric Brook
- Francis Lee
- Fred Tilson
- Gary Owen
- Glyn Pardoe
- Horace Barnes
- Ken Barnes
- Kyle Walker
- Max Woosnam
- Micah Richards
- Mike Doyle
- Mike Summerbee
- Paul Lake
- Phil Foden
- Rodney Marsh
- Joe Corrigan
- Sam Cowan
- Shaun Wright-Phillips
- Tommy Booth
- Tommy Johnson
- Tony Book
- Trevor Francis
- Joe Hart
- Bert Trautmann
- Leroy Sané
- Uwe Rösler
- Jérôme Boateng
- Carlos Tévez
- Sergio Agüero
- Pablo Zabaleta
- Nicolás Otamendi
- Ali Benarbia
- Shaun Goater
- Vincent Kompany
- Kevin De Bruyne
- Edin Džeko
- Robinho
- Elano
- Danilo
- Maicon
- Gabriel Jesus
- Fernandinho
- Ederson
- Jô
- Geovanni
- Claudio Bravo
- Kolo Touré
- Yaya Touré
- David Silva
- Rodri
- Asa Hartford
- Bobby Johnstone
- Tommy Hutchison
- Willie Donachie
- Patrick Vieira
- Samir Nasri
- Aymeric Laporte
- Benjamin Mendy
- Giorgi Kinkladze
- Johnny Crossan
- Eyal Berkovic
- Mario Balotelli
- Erling Haaland
- Cliff Sear
- Bernardo Silva
- Richard Dunne
- Shay Given

## Treinadores
| - 1880-1882 - Frederick Hopkinson - 1882-1884 -- - 1884-1887 - Edward Kitchen - 1887-1889 - Walter Chew - 1889-1893 - Lawrence Furniss - 1893-1895 - Joshua Parlby - 1895-1902 - Sam Omerod - 1902-1906 - Tom Maley - 1906-1912 - Harry Newbould - 1912-1924 - Ernest Mangnall - 1924-1925 - David Ashworth - 1925-1926 - Albert Alexander - 1926-1932 - Peter Hodge - 1932-1946 - Wilf Wild - 1946-1947 - Sam Cowan - 1947 - Wilf Wild - 1947-1950 - Jock Thomson - 1950-1963 - Les McDowall - 1963-1965 - George Poyser - 1965-1971 - Joe Mercer - 1971-1973 - Malcolm Allison - 1973 - Johnny Hart - 1973 - Tony Book - 1973-1974 - Ron Saunders - 1974-1979 - Tony Book | - 1979-1980 - Malcolm Allison - 1980 - Tony Book - 1980-1983 - John Bond - 1983 - John Benson - 1983-1986 - Billy McNeill - 1986-1987 - Jimmy Frizzell - 1987-1989 - Mel Machin - 1989 - Tony Book - 1989-1990 - Howard Kendall - 1990-1993 - Peter Reid - 1993 - Tony Book - 1993-1995 - Brian Hortonl - 1996 - Asa Hartford - 1996 - Steve Coppell - 1996 - Phil Neal - 1996-1998 - Frank Clark - 1998-2001 - Joe Royle - 2001-2005 - Kevin Keegan - 2005-2007 - Stuart Pearce - 2007-2008 - Sven-Goran Eriksson - 2008-2009 - Mark Hughes - 2009-2013 - Roberto Mancini - 2013 - Brian Kidd - 2013-2016 - Manuel Pellegrini - 2016 - Josep Guardiola |

## Torcida

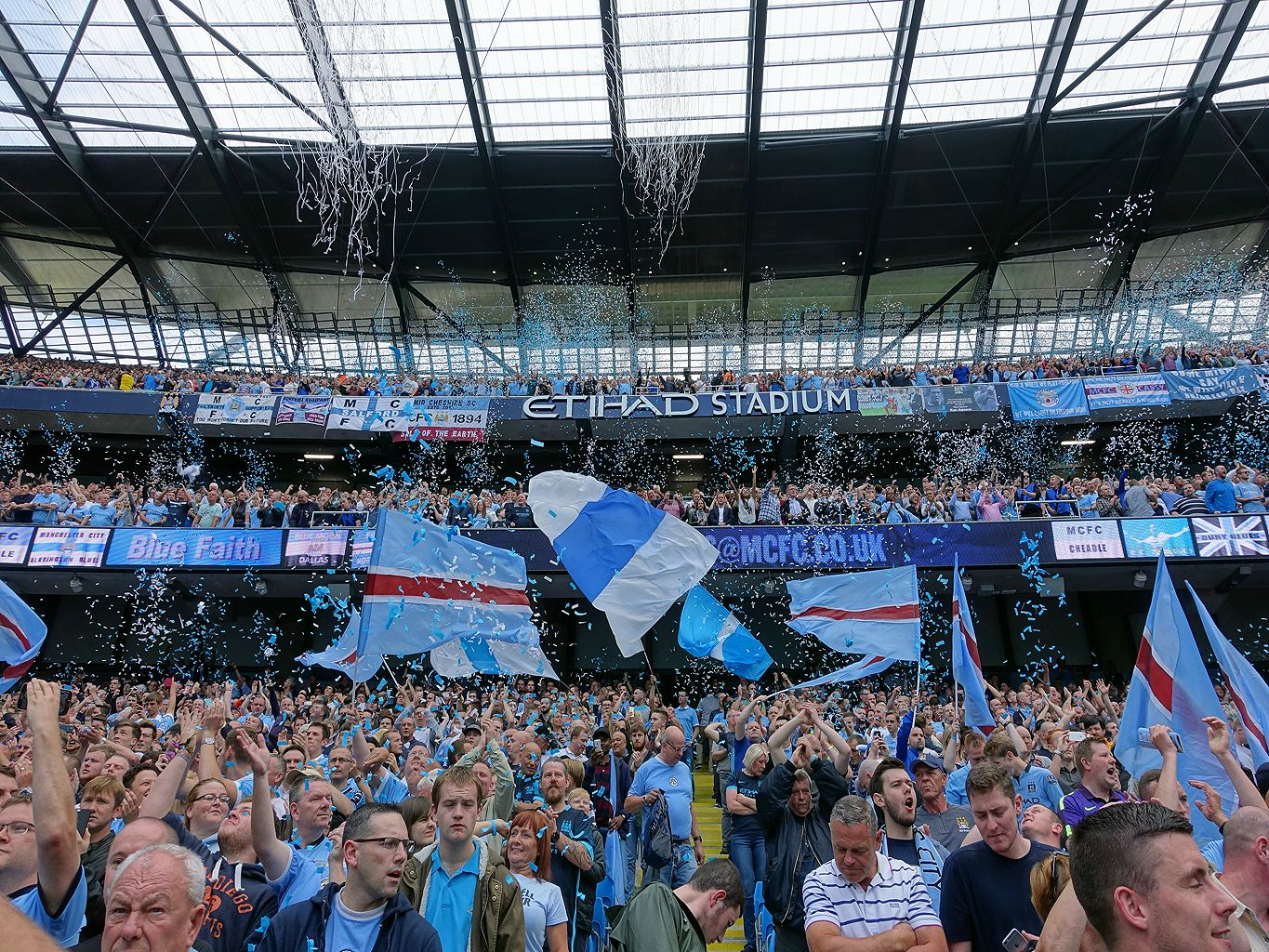
Torcida do City no Etihad Stadium

O Manchester City tem uma das torcidas mais apaixonadas e fanáticas da Inglaterra, provou sua extraordinária lealdade ao clube durante os anos mais difíceis, mesmo após queda em duas temporadas consecutivas no final dos anos 90, quando o clube foi rebaixado duas vezes em três temporadas para jogar a terceira divisão do futebol Inglês (então Division Two, agora Football League One ), a média do City foi de incríveis 30 000 por jogo, em comparação com a média do campeonato que foi de menos de 8 000. Desde que se mudou para o City of Manchester Stadium, a média do City tem sido entre os seis primeiros na Inglaterra, geralmente superior a 40 000. Em uma pesquisa realizada pelo Manchester City, em 2005, as estimativas era uma base de torcedores de quase 700 000 no Reino Unido, com um total de mais de 13 milhões em todo o mundo, embora desde a compra do clube pelo Sheikh Mansour esse número cresceu para muitas vezes esse tamanho.
A música oficial dos torcedores do City é uma versão de "Blue Moon", que apesar do seu tema melancólico é cantando com muito entusiasmo pelos torcedores como se fosse um hino heróico. O historiador e escritor Gary Milton James disse que a primeira vez que ouviu o Blue Moon sendo cantado por torcedores do City ocorreu em 1989–90 contra o Liverpool no Anfield, naquele jogo o City perdeu para o Liverpool por 3x1, e dois ou três torcedores começaram a cantar a música de uma forma melancólica saindo do estádio. A música se encaixou muito bem com o City pelos anos em que o clube atravessava, e também pelas cores do clube e hoje faz parte da história do time.
Torcedores do City tendem a acreditar que a imprevisibilidade é uma característica inerente de sua equipe, e chamam resultados inesperados de "Typical City". os torcedores consideram como o único campeão inglês a ser rebaixado (em 1938), a única equipe a marcar e sofrer mais de 100 gols em uma mesma temporada (1957–58), ou o exemplo mais recente em que City foi o único a bater o Chelsea na Premier League 2004–05, e na mesma temporada o City foi eliminado da FA Cup pelo Oldham Athletic, uma equipe de duas divisões inferiores.
Em 1987, um torcedor do Manchester City chamado Frank Newton trouxe uma banana inflável para o jogo de abertura da temporada do City pela Division Two contra o West Bromwich Albion, quando os torcedores exigiram a entrada em campo do jogador Imre Varadi que se transformou em ‘Imre Banana’, tornou-se uma visão frequente na temporada 1988–89 a mania se espalhou para outros clubes, (peixes infláveis foram vistos na torcida do Grimsby Town), com o fenômeno atingindo o jogo do City contra o Stoke City em 26 de dezembro de 1988, em um jogo declarado como uma festa a fantasia. A visão tinha se espalhado pela mídia, com numerosas reportagens da BBC News durante toda a temporada comentando sobre a moda, elogiando em como “colocar a diversão de novo no futebol”, em uma entrevista com o então secretário do Manchester City, Bernard Halford, dando um 'ok' da diretora. “Colocar a diversão de volta ao jogo… e tirar os hooligans é tudo sobre isso” – Disse Halford.
Em 2010, torcedores do City adotaram uma dança exuberante, apelidado de The Poznań , criado pelos polacos do Lech Poznań.

## Rivalidades

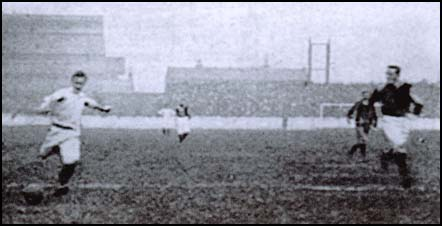
Partida entre West Gorton (Man. City) e Newton Heath (Man. United) em 1898

Com o rival da cidade o City faz o grande dérbi City vs. United. Em 174 jogos disputados, o retrospecto é favorável ao rival, que tem 73 vitórias contra 53 do City, além de 52 empates. Contando-se apenas os confrontos do Campeonato Inglês, considerando-se apenas os resultados, o rival venceu 30 vezes na casa do City e 42 em Old Trafford. Os Sky Blues venceram 32 em casa e 21 na do United. Embora concorrentes, não havia grande animosidade entre as torcidas, até antes da Segunda Guerra Mundial (quando ambos ainda tinham resultados e glórias equilibradas), sendo até então comum os torcedores de um acompanharem também o jogo do outro.
Entre os últimos clássicos, cada um teve vitórias especiais. O United garantiu seu título inglês na temporada 2006–07 ao vencer o City no City of Manchester por 1x0, com o goleiro Edwin van der Sar defendendo pênalti de Darius Vassell a dez minutos do fim - se feito o empate, o título teria sido adiado. Já o City venceu por 2x1 o clássico de fevereiro de 2008, encarado de maneira extremamente especial pelo rival por marcar a celebração dos 50 anos do desastre aéreo de Munique, que matou oito jogadores do United (mas também o ex-ídolo do City e então jornalista, Frank Swift). Ambos utilizando uniformes especiais para a partida, que teve o ídolo rival Cristiano Ronaldo expulso por ter tocado a bola com a mão. Por ter vencido também o dérbi anterior da temporada, em agosto de 2007, o City finalmente voltava a conseguir vencer os dois clássicos de uma mesma temporada desde a de 1969.
Por terem jogado pelos dois clubes, há dois personagens emblemáticos dos dérbis. O ex-atacante escocês Denis Law jogou no City na temporada 1960–61, tento tido a boa marca de 21 gols em 44 jogos nela, o que atraiu os olhares da equipe italiana do Torino, que o contratou. Entretanto, em 1962 já voltara à cidade, mas contratado pelo United. Na primeira temporada no rival, onde ficaria pelos próximos onze anos, fez o gol do empate que rebaixou o ex-clube para a Segunda Divisão. Na última temporada da carreira, a de 1973–74, retornou ao City. Os dois times encontraram-se novamente na última rodada, com o United ameaçado de rebaixamento.
Em certo momento do dérbi, Law recebeu um passe de Francis Lee (um dos dois maiores artilheiros dos clássicos, com dez gols), e, de costas para o gol, tocou de letra para as redes, marcando o que foi o gol da vitória por 1x0 dos Sky Blues. Enquanto os companheiros foram imediatamente até ele celebrar o gol, Law logo tomou consciência de que estava novamente rebaixando um ex-clube, desta vez o United e, cabisbaixo, deixou o campo, sendo substituído. Foi sua última partida na Liga Inglesa.
O outro é o ex-goleiro dinamarquês Peter Schmeichel, que jogou no United de 1991 a 1999, participando ativamente da invencibilidade de onze anos do rival sobre o City. Entretanto, foi para o City jogar sua última temporada, a de 2002-03, quando o time voltava à Primeira Divisão, e ajudou o novo time a quebrar o tabu, com vitória por 3x1 em Maine Road em novembro de 2001. Schmeichel conseguiu, dessa forma, sair como invicto no dérbi de Manchester. No outro dérbi daquela temporada, ele não pôde jogar, mas ainda assim os Citizens conseguiram um empate em 1x1 no Old Trafford.
Em 23 de outubro de 2011 o City goleou o rival por 6x1 jogando fora de casa, no Estádio Old Trafford, igualando a maior goleada da história dos clássicos, também a seu favor, registrada em 23 de janeiro de 1926.
Outras rivalidades
Uma pesquisa feita sobre rivalidades no futebol inglês, realizada em 2003 mostrou que alguns dos fãs do City viam o Liverpool Football Club, em segundo, e Bolton Wanderers como rivais. A pesquisa também mostra que os fãs de Oldham Athletic, Stockport County, Bolton Wanderers e Manchester United colocaram o City entre seus 3 principais rivais. Durante sua história, o clube também tem uma rivalidade com o Tottenham, esta rivalidade produziu vários jogos memoráveis no passado, tais como a vitória do City por 4 a 3 na FA Cup de 2004, e a final da Copa da Inglaterra em 1981 perdida para o Tottenham que ficou conhecida como "ballet no gelo", e os fãs do City consideram que foi um dos melhores desempenhos do clube.
Já pesquisa mais recente, de 2012, mostra como rivais, além do Manchester United, Liverpool e Everton, com as duas cidades, Manchester e Liverpool, estando distantes apenas 56 quilômetros, dentro da mesma região, o Noroeste da Inglaterra.

## Na cultura popular inglesa
O City também é conhecido por seus torcedores ilustres, os mais notórios sendo os irmãos Liam e Noel Gallagher. Os ex-líderes do Oasis são tão fanáticos pelo City que já recusaram varias vezes se apresentar no estádio Old Trafford, casa do arquirrival Manchester United. No auge do sucesso, em 1996, tocaram no então estádio de seu time, na primeira etapa da turnê que divulgaria o disco (What's the Story) Morning Glory?, em show que foi oficialmente gravado e lançado em vídeo com o nome Debut at Maine Road. Na capa, aparecem os Gallagher vestindo as camisas do City. No dia 2 de janeiro de 2009 aconteceu algo interessante em Milão durante um show do grupo: antes de começar a cantar sua famosa música "Don't Look Back in Anger", teria oferecido a música ao brasileiro Kaká, à época ainda no Milan, daquela cidade. O título quer dizer, em português, "não olhe para trás com raiva", e trechos do sua estrofe inicial podem ser traduzidos como "Você não sabe que pode encontrar/Um lugar melhor pra jogar", ficando evidente a intenção de Noel em desejar que o brasileiro se arrependa futuramente de não ter escolhido o City.
Outros dois cultuados músicos, um já falecido, ambos de outras duas celebradas bandas da cidade, também são lembrados como torcedores do clube: a preferência de Ian Curtis, líder do Joy Division, pelos Sky Blues foi revelada em sua cinebiografia, Control; o outro é Johnny Marr, famoso como ex-guitarrista dos Smiths. O City também é o time de outro ex-integrante dos Smiths, o baterista Mike Joyce; dos componentes da banda mancuniana Doves; de Mark E. Smith, líder de outro grupo cult da cidade, The Fall; e do tecladista Rick Wakeman, consagrado no rock progressivo.
Outros fãs ilustres do clube são o ator Timothy Dalton, ex-operador de derivativos e Barings Bank - Bankrotteur Nick Leeson, o empresário Michael O'Leary, o ex-jogador de rugby da Inglaterra Will Greenwood, o ex-vice-diretor do Banco da Inglaterra Sir Howard Davies, o jogador de críquete Inglês Andrew Flintoff, o tenista inglês Liam Broady, Senior Menelik Watson (Oakland Raiders), e o jogador inglês de snooker Nigel Bond.
O ex-boxeador Ricky "The Hitman" Hatton é também um grande fã do City; seu pai foi jogador do clube. Em suas lutas de boxe Hatton costuma entrar no ringue com a canção do clube Blue Moon.